# Loretokapelle (Thyrnau)

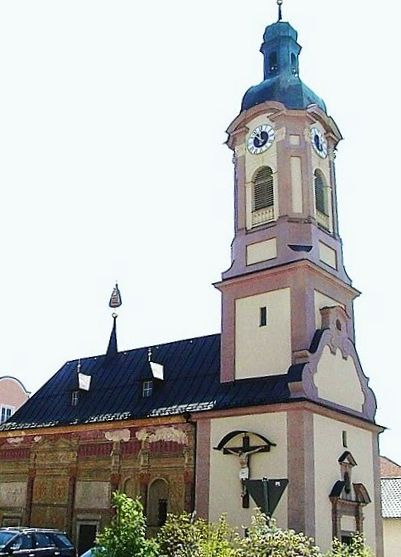
Die Loretokapelle in Thyrnau

Die Loretokapelle Thyrnau ist eine Loretokapelle in Thyrnau im Landkreis Passau.
Der Thyrnauer Hofmarksherr Urban Schätzl erbaute 1622 in Thyrnau eine Marienkapelle, die Fürstbischof Johann Philipp von Lamberg 1699 zu einer originalgetreuen Loretokapelle umbauen ließ. Zudem wurde im Westen ein Oratorium angebaut. Die Anbringung der Malereien an der Außenseite, die vor allem Szenen aus dem Leben Marias zeigen, erfolgte um 1700.
Aus dem Opferstockgeld der Wallfahrer konnten in den Jahren 1765 bis 1769 die Pfarrkirche St. Franz Xaver und der Pfarrhof erbaut werden. Da sowohl die Kapelle als auch die benachbarte Pfarrkirche nur ein kleines Türmchen besaßen, plante man zunächst einen Turm zwischen Kirche und Pfarrhof, 1891 beantragte die Kirchenverwaltung jedoch einen Turmbau an der Loretokapelle. Dieser begann im Sommer 1893 nach Plänen des Bauamtsassessors Schildbauer im neubarocken Stil und konnte 1894 beendet werden.
Das Läutehaus unter dem Turm wandelte man 1895 in eine Kapelle um. Sie enthält eine Lourdesgrotte und eine Darstellung der Stigmatisation des heiligen Franz von Assisi.
1973 wurde die verwitterte Wetter-Madonna auf dem Dach durch eine originalgetreue Nachbildung ersetzt.